# Lleó de Trípoli
Lleó de Trípoli (grec medieval: Λέων ὸ Τριπολίτης, Léon ho Tripolitis), conegut com a Raixiq al-Wardamí ( الوردامي رشيق) i Ghulam Zurafa ( زرافة غلام) en àrab, fou un renegat grec que serví el Califat Abbàssida com a comandant d'una flota a principis del segle ix. És conegut especialment pel seu saqueig de Tessalònica, segona ciutat de l'Imperi Romà d'Orient, el 904.

## Biografia
Els primers anys de la vida de Lleó són un misteri més enllà del fet que nasqué a Atalea (o als seus afores), capital del tema marítim dels Cibirreotes, i que fou fet presoner en una ràtzia àrab i transportat a Trípoli, on es convertí a l'islam i passà al servei dels seus capturadors com a mariner i comandant. Les fonts àrabs l'anomenen Lāwī Abū'l-Ḥārith i li assignen el sobrenom de Ghulam Zurāfa, que vol dir 'servent de Zurafa' i probablement es refereix al nom del seu primer amo musulmà. Així mateix, era conegut com a «Raixiq al-Wardamí». Aleksandr Vassíliev interpreta que el mot Wardamí significa que Lleó era un mardaïta.
Encara que no hi ha detalls sobre els inicis de la carrera de Lleó a la marina musulmana, sembla que anà progressant ràpidament. L'historiador al-Massudí, que el veié en persona, el considerava un dels millors navegadors d'aquell temps. Les fonts àrabs s'hi refereixen amb els títols genèrics de «comandant» (qaid) o «almirall» (amir al-bahr), així com de «governador» (sahib) de Trípoli i «governador adjunt» (naïb) de Tars. Aquestes dues ciutats eren importants centres navals musulmans a finals del segle ix i servien de base per a ràtzies navals per la seva proximitat a l'Imperi Romà d'Orient.
A principis del 904, un altre renegat grec, Damià de Tars, i Lleó de Trípoli participaren en la campanya que arrabassà el control d'Egipte dels tulúnides i tornà a situar el país sota domini abbàssida. Lleó i Damià sovint col·laboraren en els seus atacs contra l'Imperi Romà d'Orient al llarg de la dècada següent. L'estiu del 904, Lleó encapçalà una gran expedició abbàssida de 54 naus de les flotes siriana i egípcia, que segons les fonts tenia com a objectiu la mateixa capital imperial de Constantinoble. L'estol àrab entrà als Dardanels i saquejà Abidos sense oposició, car la marina romana d'Orient, dirigida pel drungari Eustaci Argir, es mostrava reticent a plantar-li cara. L'emperador Lleó VI el Filòsof substituí per Himeri, un comandant més energètic, però Lleó de Trípoli s'avançà als romans i posà rumb cap a l'oest, vers Tessalònica, segona ciutat de l'imperi, que saquejà el 31 de juliol del 904 després de tres dies de setge. Els musulmans obtingueren un botí enorme i feren molts captius que posteriorment serien venuts com a esclaus, incloent-hi Joan Caminiates, que és la font principal sobre el setge i la caiguda de la ciutat. Les fonts àrabs, confonent Tessalònica i Atalea, afirmen erròniament que Lleó saquejà aquesta última.
Es desconeix si Lleó anava al capdavant de la flota àrab derrotada per Himeri el dia de Sant Tomàs (6 d'octubre), probablement del 906, però sí que se sap que ell i Damià de Tars comandaven l'estol àrab que infligí un revés important a Himeri davant de Quios l'abril del 912, quan el romà tornava d'un intent fallit de reprendre Creta. Finalment, el 921 o 922, una flota imperial dirigida pel patrici i drungari Joan Radè vencé l'estol de Lleó davant de Lemnos. Els àrabs perderen la majoria de les seves naus i Lleó se salvà per ben poc de ser capturat. A partir d'aquest moment, desapareix de la història.